# Musi (rivier in Indonesië)

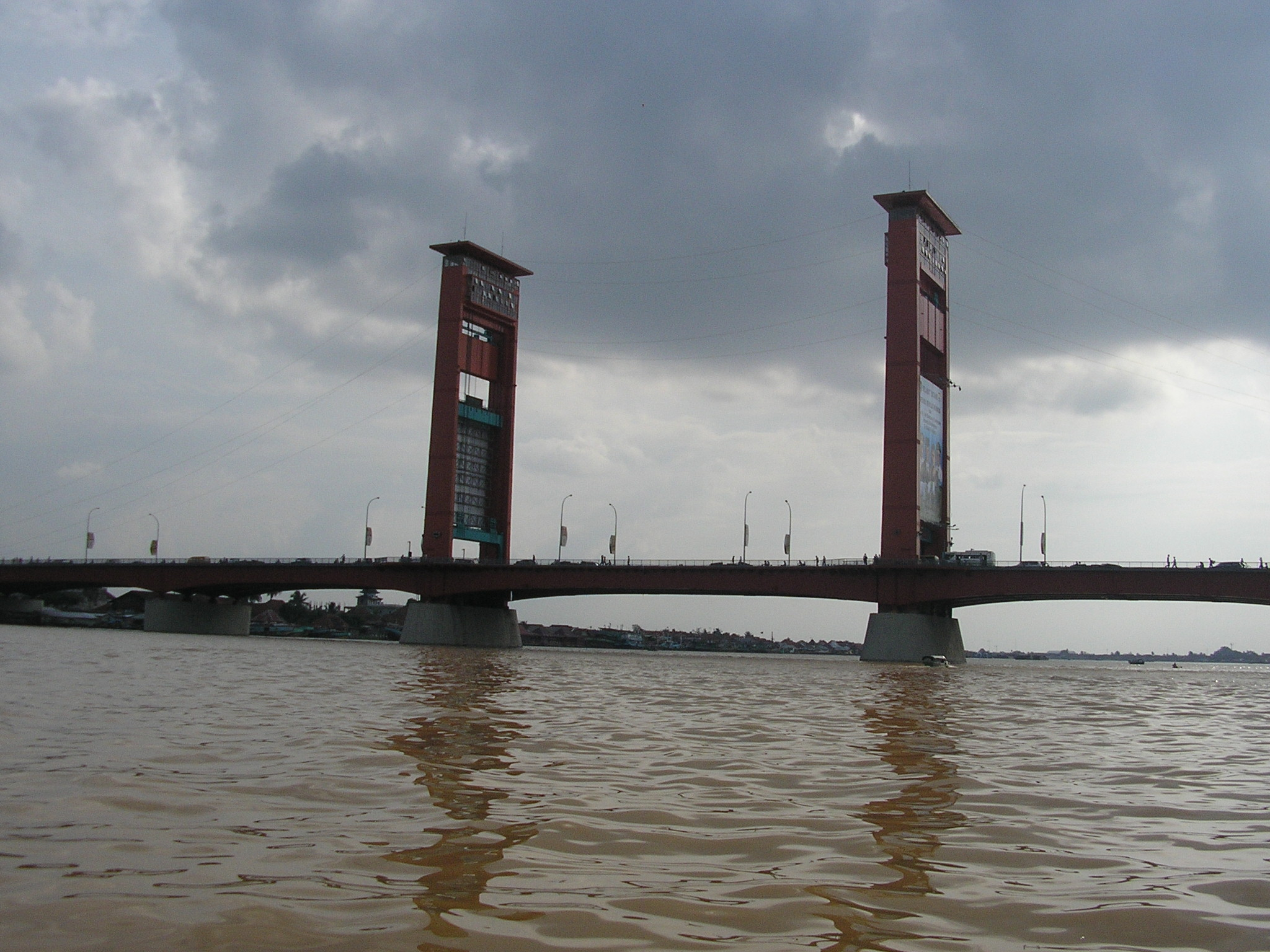
Amperabrug bij Palembang.

De Musi (Indonesisch: Sungai Musi) is een rivier in de Indonesische provincie Zuid-Sumatra (Sumatra Selatan). Met een lengte van 750 km is deze rivier de grootste van Sumatra, en sinds de tijd van het rijk Shrivijaya is de rivier bekend als de belangrijkste doorgaande verkeersader.

## Geografie
De rivier ontspringt in Kepahiang, een streek in Bengkulu. Dan monden er negen zijrivieren in uit: de Komering, de Rawas, de Batanghari, de Leko, de Lakitan, de Kelingi, de Lematang, de Semangus, en de Ogan.
De rivier splitst zich bij de stad Palembang in twee delen: de Benedenloop (Sebelah Ilir) in het noorden en de Bovenloop (Sebelah Ulu) in het zuiden. Samen met andere rivieren vormt de Musi een grote (2700 km²) delta bij de stad Sungsang. Als men de naburige laaglanden ook tot deze delta rekent, is haar oppervlakte zelfs 24.000 km²: gelijk aan ¾ die van Nederland.

## Erosie
Een gebied van 3 miljoen ha in het stroomgebied van de Musi wordt als bedreigd gebied beschouwd; de oorzaak is illegale bomenkap. Dit kan tot aardverschuivingen en tot ernstige overstromingen leiden.
- Library of Congress Control Number: sh97001212
- Nationale Bibliotheek van Israël: 987007551621105171
- Virtual International Authority File: 315137135